# H-공간
H-공간(H-space)과 쌍대 H-공간(co-H-space)은 위상 공간으로부터 정의된 대수 구조이다.

## 정의
위상 공간 {\displaystyle X}가 주어졌을 때, H-공간은 다음과 같은 데이터로 구성된다.
- 연속 함수 {\displaystyle \mu \colon X\times X\to X}
- 항등원 {\displaystyle e\in X}: 모든 {\displaystyle x\in X}에 대해 {\displaystyle x\mapsto \mu (x,e)}와 {\displaystyle x\mapsto \mu (e,x)}가 모두 항등 함수 {\displaystyle \operatorname {id} _{x}}와 호모토피 동치가 되게 한다.

H-공간은 항등원이 있는 마그마이지만 일반적으로 역원이 존재하지 않고 결합 법칙이 성립하지 않는다. 만약 군의 공리를 만족하는 경우 H-군(H-group)이라 부른다.

### 쌍대 H-공간
쌍대 H-공간은 다음과 같은 데이터로 구성된다.
- 연속 함수 {\displaystyle \mu \colon X\to X\vee X}
- 항등원 {\displaystyle e\in X}

## 예와 성질

### 위상군
위상군 {\displaystyle G}와 그 연산 {\displaystyle G\times G\to G}는 그 자체로 H-군을 이룬다.

### 초구
초구의 경우 H-공간이 되는 것은 {\displaystyle \mathbb {S} ^{0}}, {\displaystyle \mathbb {S} ^{1}}, {\displaystyle \mathbb {S} ^{3}}, {\displaystyle \mathbb {S} ^{7}}밖에 없다. {\displaystyle \mathbb {S} ^{7}}을 제외한 나머지 3개는 모두 H-군이며 리 군을 이룬다.
{\displaystyle n\geq 1}일 경우 초구 {\displaystyle \mathbb {S} ^{n}}에 다음과 같은 CW 복합체 구조를 줄 수 있다:
- 0차원 세포 1개 {\displaystyle \bullet }. 이는 {\displaystyle \mathbb {S} ^{n}}의 적도 위의 한 점이다.
- {\displaystyle n-1}차원 세포 1개. 즉, {\displaystyle n-1}차원 뼈대는 초구 {\displaystyle \mathbb {S} ^{n-1}}이다. 이는 {\displaystyle \mathbb {S} ^{n}}의 적도에 해당한다.
- {\displaystyle n}차원 세포 2개. 이들은 각각 {\displaystyle \mathbb {S} ^{n}}의 북반구와 남반구에 대응한다.

적도에 있는 {\displaystyle n-1}차원 세포 {\displaystyle \mathbb {S} ^{n-1}\hookrightarrow \mathbb {S} ^{n}}에 대한 몫공간 {\displaystyle \mathbb {S} ^{n}/\mathbb {S} ^{n-1}}을 취하면 두 초구의 쐐기합을 얻는다.
{\displaystyle w_{n}\colon \mathbb {S} ^{n}\twoheadrightarrow \mathbb {S} ^{n}/\mathbb {S} ^{n-1}\cong \mathbb {S} ^{n}\vee \mathbb {S} ^{n}}
이 몫공간 함수 {\displaystyle w_{n}}을 연산자로 삼아서 {\displaystyle \mathbb {S} ^{n}} 위의 쌍대 H-공간을 정의할 수 있다.

### 현수 공간과 고리 공간
일반적으로 임의의 점을 가진 공간 {\displaystyle X}에 대하여 그 축소 현수 {\displaystyle \Sigma X}는 쌍대 H-공간을 이룬다. {\displaystyle \Sigma X=X\wedge \mathbb {S} ^{1}=(X\times \mathbb {S} ^{1})/(X\vee \mathbb {S} ^{1})} 위에서 연산을 다음과 같이 정의한다.
{\displaystyle (\operatorname {id} _{X}\wedge w_{1})\colon X\wedge \mathbb {S} ^{1}\to X\wedge (\mathbb {S} ^{1}\vee \mathbb {S} ^{1})\cong (X\wedge \mathbb {S} ^{1})\vee (X\wedge \mathbb {S} ^{1})}
여기서 {\displaystyle \wedge }는 분쇄곱, {\displaystyle \vee }는 쐐기합이고, {\displaystyle w_{1}}은 위 초구의 쌍대 H-공간에서 정의한 연산이다. 초구의 경우 {\displaystyle \Sigma \mathbb {S} ^{n-1}\simeq \mathbb {S} ^{n}}이므로, 초구의 쌍대 H-공간 구조는 현수의 쌍대 H-공간 구조의 특수한 경우이다.
거꾸로 고리 공간 {\displaystyle \Omega X}는 H-공간을 이룬다. 구체적으로, {\displaystyle \Omega X} 위의 곱셈은 다음과 같다.
{\displaystyle m\colon (\gamma ,\gamma ')\mapsto (\gamma \vee \gamma ')\circ w_{1}}
여기서
{\displaystyle \gamma ,\gamma '\colon \mathbb {S} ^{1}\to X}
{\displaystyle \gamma \vee \gamma '\colon \mathbb {S} ^{1}\vee \mathbb {S} ^{1}\to X}
{\displaystyle w_{1}\colon \mathbb {S} ^{1}\to \mathbb {S} ^{1}\vee \mathbb {S} ^{1}}
이다.

### 에일렌베르크-매클레인 공간과 피터슨 공간
아벨 군 {\displaystyle G} 및 자연수 {\displaystyle n}에 대하여, 에일렌베르크-매클레인 공간 {\displaystyle K(G,n)}는 다른 공간의 고리 공간이다.
{\displaystyle K(G,n)\simeq \Omega K(G,n+1)}
그러므로 에일렌베르크-매클레인 공간 {\displaystyle K(G,n)}은 H-공간을 이룬다.
마찬가지로 유한 생성 아벨 군 {\displaystyle G} 및 {\displaystyle n\geq 3}의 경우 피터슨 공간 {\displaystyle P(G,n)}는 다른 공간의 축소 현수 공간이다.
{\displaystyle P(G,n)\simeq \Sigma P(G,n-1)}
그러므로 피터슨 공간 {\displaystyle P(G,n)}은 쌍대 H-공간을 이룬다.

### 호모토피류의 연산
호모토피 군은 초구에서 공간 {\displaystyle X}으로 가는 호모토피류 {\displaystyle [\mathbb {S} ^{n},X]_{\bullet }}로, 그 위에서의 연산은 호모토피 합성함수 {\displaystyle h\colon \mathbb {S} ^{n}\vee \mathbb {S} ^{n}\to \mathbb {S} ^{n}}에 의해 정의된다:
{\displaystyle [f]\cdot [g]\colon x\mapsto (f\vee g)(h(x))}
일반적으로, 쌍대 H-공간 {\displaystyle (X,\mu )}에서 공간 {\displaystyle Y}로 가는 호모토피류 {\displaystyle [X,Y]_{\bullet }} 위의 이항 연산을 다음과 같이 정의할 수 있다.
{\displaystyle [f]\cdot [g]\colon x\mapsto (f\vee g)(\mu (x))}
거꾸로 공간 {\displaystyle X}에서 H-공간 {\displaystyle (Y,\mu )}로 가는 호모토피류의 연산을 다음과 같이 정의할 수 있다.
{\displaystyle [f]\cdot [g]\colon x\mapsto \mu (f(x),g(x))}
위에서 만약 각각이 (쌍대) H-군의 구조를 가질 경우 {\displaystyle [X,Y]_{\bullet }}은 군의 구조를 가진다.
에크만-힐튼 쌍대성에 의해 축소 현수 {\displaystyle \Sigma }와 고리 공간 {\displaystyle \Omega }는 서로 수반 함자를 이루므로, 이에 의한 호모토피류의 군 구조도 서로 일치한다:
{\displaystyle [X,\Omega Y]_{\bullet }\cong [\Sigma X,Y]_{\bullet }}
특히, {\displaystyle \Sigma \mathbb {S} ^{n-1}\cong \mathbb {S} ^{n}}이므로 호모토피 군에 대해 {\displaystyle \pi _{n-1}(\Omega X)\cong \pi _{n}(X)}가 성립한다.

## 역사
장피에르 세르가 하인츠 호프의 이론에 영향을 받아 만들었고, 호프의 이름의 머리글자인 H를 붙였다.

## 같이 보기
- 위상군
- 체흐 코호몰로지
- 호프 대수

## 참고 문헌
1. ↑  J. R. Hubbuck. "A Short History of H-spaces", History of topology, 1999, pages 747–755.